# Koniaków
Koniaków – wieś sołecka w Polsce, położona w województwie śląskim, w powiecie cieszyńskim w gminie Istebna. Powierzchnia sołectwa wynosi 1469 ha, a liczba ludności 3643, co daje gęstość zaludnienia równą 248,0 os./km².
Tworzy wraz z Jaworzynką i Istebną tzw. Beskidzką Trójwieś. Jest najwyżej położoną wsią w Beskidzie Śląskim, leży na południowy zachód od Żywca i na południe od Wisły w historycznych granicach Śląska Cieszyńskiego, przy granicy z Małopolską (sąsiednie Laliki czy Zwardoń należą już do małopolskiej Żywiecczyzny). Koniaków jest znany przede wszystkim ze względu na produkcję koronkowych ozdób i części garderoby (ostatnio także bielizny).

## Integralne części wsi
| części wsi | Bagno, Bąbolówka, Bukowina, Cisowe, Dachtony, Deje, Długa Czerchla, Do Jasieniarza, Fibaczka, Gołówka, Gronik, Jasiówka, Kadłuby, Kliszówki, Kosarzyska, Legiery, Małączka, Matyska, Odkrzas, Pańska Łąka, Pietraszyna, Polana, Pustki, Rastoka, Rdżawka, Rozceście, Rupienka, Szańce, Szkatułka, Szymonkowie, Śliwkowiec, Tkoczówka, Usnobocz, Wołowa, Wyżrana, Za Roztoką, Zimna Woda, Żurówka |

## Historia
Osadnictwo na obszarze Koniakowa rozpoczęło się w pierwszej połowie XVII wieku. Prowadzone było ono przez mieszkańców Istebnej szukających nowych terenów pod łąki i pastwiska. Jako że były one dotąd porośnięte lasami, które tworzyły naturalną ochronę przed niepożądanym wtargnięciem obcych wojsk na teren Księstwa Cieszyńskiego (był to okres wojny trzydziestoletniej) osadnictwo to i związane z tym karczowanie lasów nie było mile widziane przez cieszyńskich Piastów, a księżna Elżbieta Lukrecja rozkazała swym leśnikom pierwsze tutejsze chałupy zburzyć. Za początek miejscowości uznaje się dziś rok 1712. Wtedy to na obszarze dzisiejszego Koniakowa stwierdzono pierwszych sześć stałych chałup. W następnych sześciu latach dołączyło do nich kolejnych dziewięć.
Pierwsi osadnicy nie posiadali w ogóle ziemi ornej, a jedynie łąki służące za pastwiska. Zajmowali się wyłącznie wypasaniem bydła. Przez „dorabianie” sobie kolejnych pastwisk kosztem lasów nierzadko popadali w konflikty z nadzorcami leśnymi. Konflikty ustały, gdy miejscowy system obronny zaczął tracić na znaczeniu, a opłaty i czynsze od łąk i pasionego na nich bydła wnoszone przez osadników stały się dla książęcych urzędników bardziej istotne niż interes obrony kraju. Samodzielna gmina powstała w 1816 roku. Jej obszar po wydzieleniu z sąsiedniej Istebnej wynosił 433 morgi, z czego było jedynie 87 mórg pól uprawnych, a resztę stanowiły łąki kośne i pastwiska. Za nazwę nowej wsi obrano Koniaków, nadać ją mieli prawdopodobnie osadnicy pochodzący z Koniakowa pod Cieszynem. W herbie umieszczono konia.
Według austriackiego spisu ludności z 1900 w 185 budynkach w Koniakowie na obszarze 1088 hektarów mieszkało 1069 osób, co dawało gęstość zaludnienia równą 98,3 os./km², z czego wszyscy byli polskojęzyczni, 939 (87,8%) mieszkańców było katolikami, a 130 (12,2%) ewangelikami. Do 1910 roku liczba budynków wzrosła do 196 a mieszkańców do 1120.
Około 1904 został tu założony cmentarz rzymskokatolicki. Z jego obszaru wydzielony został również cmentarz ewangelicki, jednak pochówki wiernych tego wyznania prowadzone były w dalszym ciągu na cmentarzu w Istebnej, wobec czego ewangelicka część nekropolii pozostawała przez długi czas nieużywana. Została ostatecznie poświęcona 19 października 1924 przez ks. Karola Krzywonia z parafii w Nawsiu.
W wyborach do austriackiej Rady Państwa w 1911 roku wygrali tutaj polscy kandydaci narodowi, zdobywając 159 głosów (99,4%); na socjalistów został oddany 1 głos; nikt nie głosował na kandydata „ślązakowców”.
W lipcu 1920 roku decyzją Rady Ambasadorów Koniaków wraz z całą wschodnią częścią Śląska Cieszyńskiego znalazł się w granicach Polski.
W okresie międzywojennym rozwinęło się tu narciarstwo. W 1923 odbyły się pierwsze zawody, w których uczestniczyło 46 dziewcząt i chłopców.
Od roku 1945 istniała tu strażnica Wojsk Ochrony Pogranicza, która została rozformowana w roku 1954.
W latach 1945–1954 miejscowość była siedzibą gminy Koniaków, a 1954–72 gromady Koniaków. W 1954 do Koniakowa przyłączono przysiółki Beskid (Pietraszyna), Kosarzyska i Rupienka z Kamesznicy w powiecie żywieckim.
W latach 1975–1998 położona była w województwie bielskim.

## Religia
We wsi działa rzymskokatolicka parafia św. Bartłomieja. Miejscowi wierni Kościoła Ewangelicko-Augsburskiego należą do parafii w Istebnej.

## Turystyka
Przez miejscowość przechodzą następujące trasy rowerowe:
- Główny Karpacki Szlak Rowerowy (621 km)
- zielona trasa rowerowa nr 253 – Istebna – Jaworzynka – Koniaków (28 km)

## Galeria

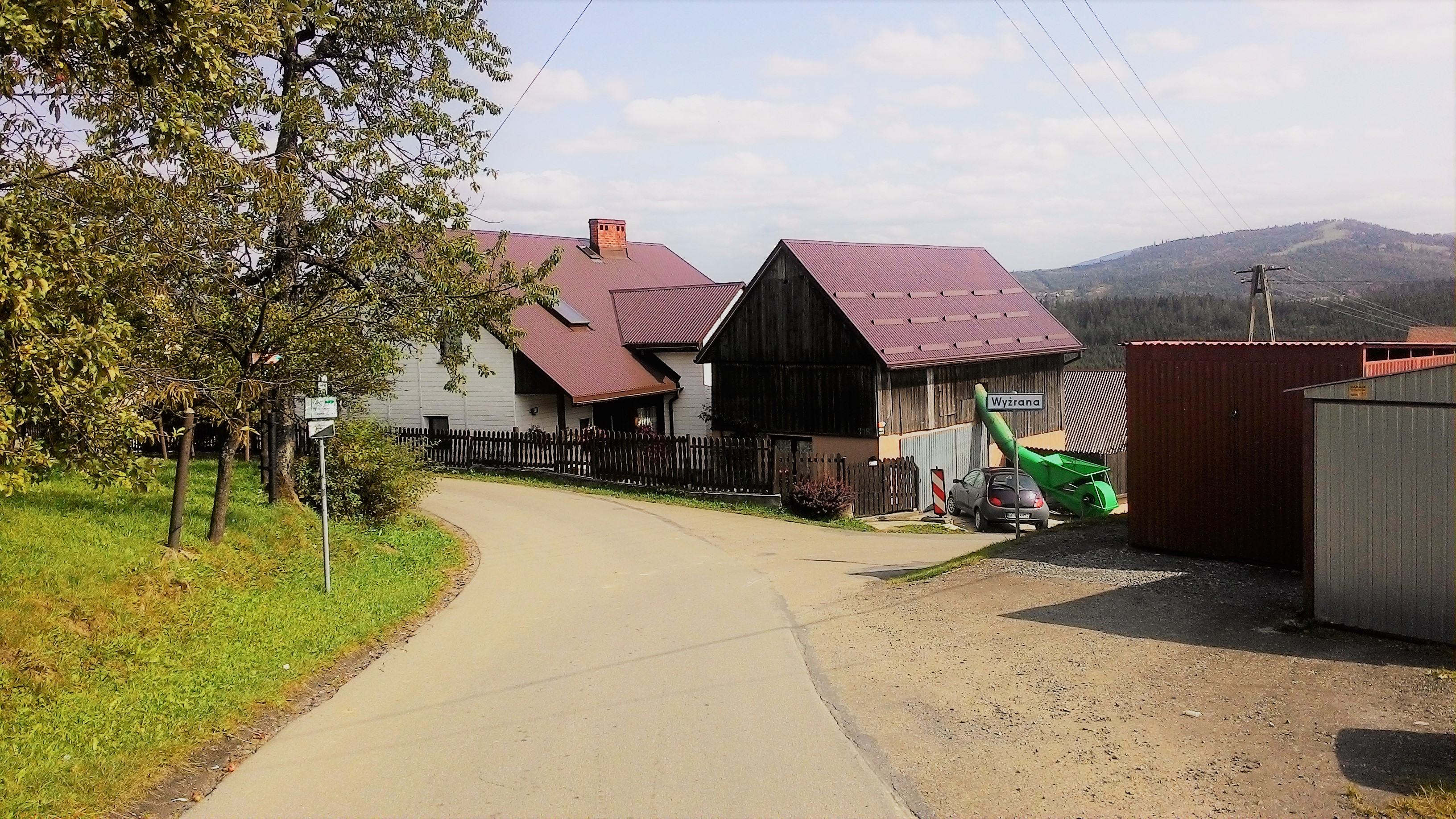
Przysiółek Wyżrana
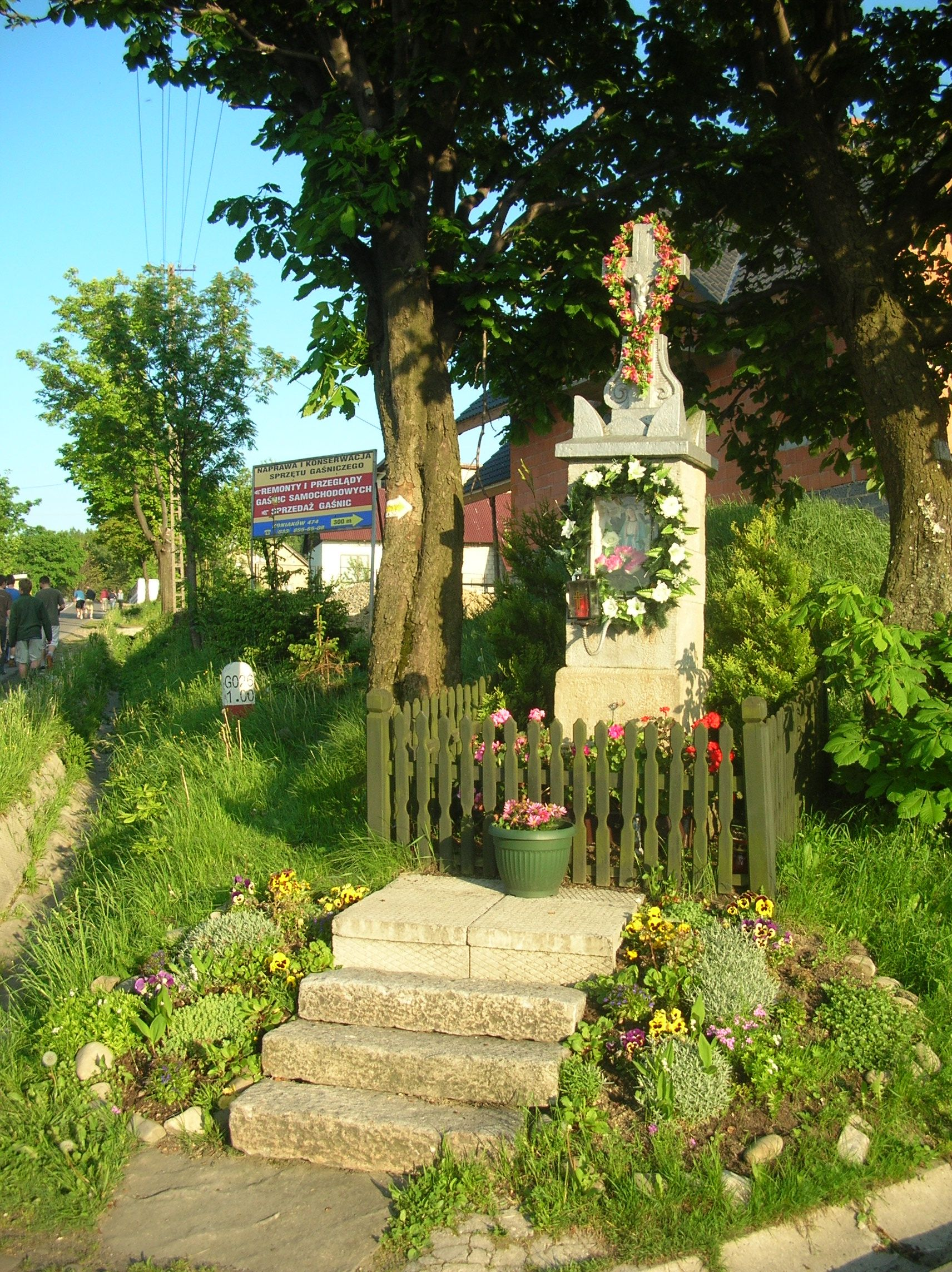
Przydrożna kaplica w Koniakowie
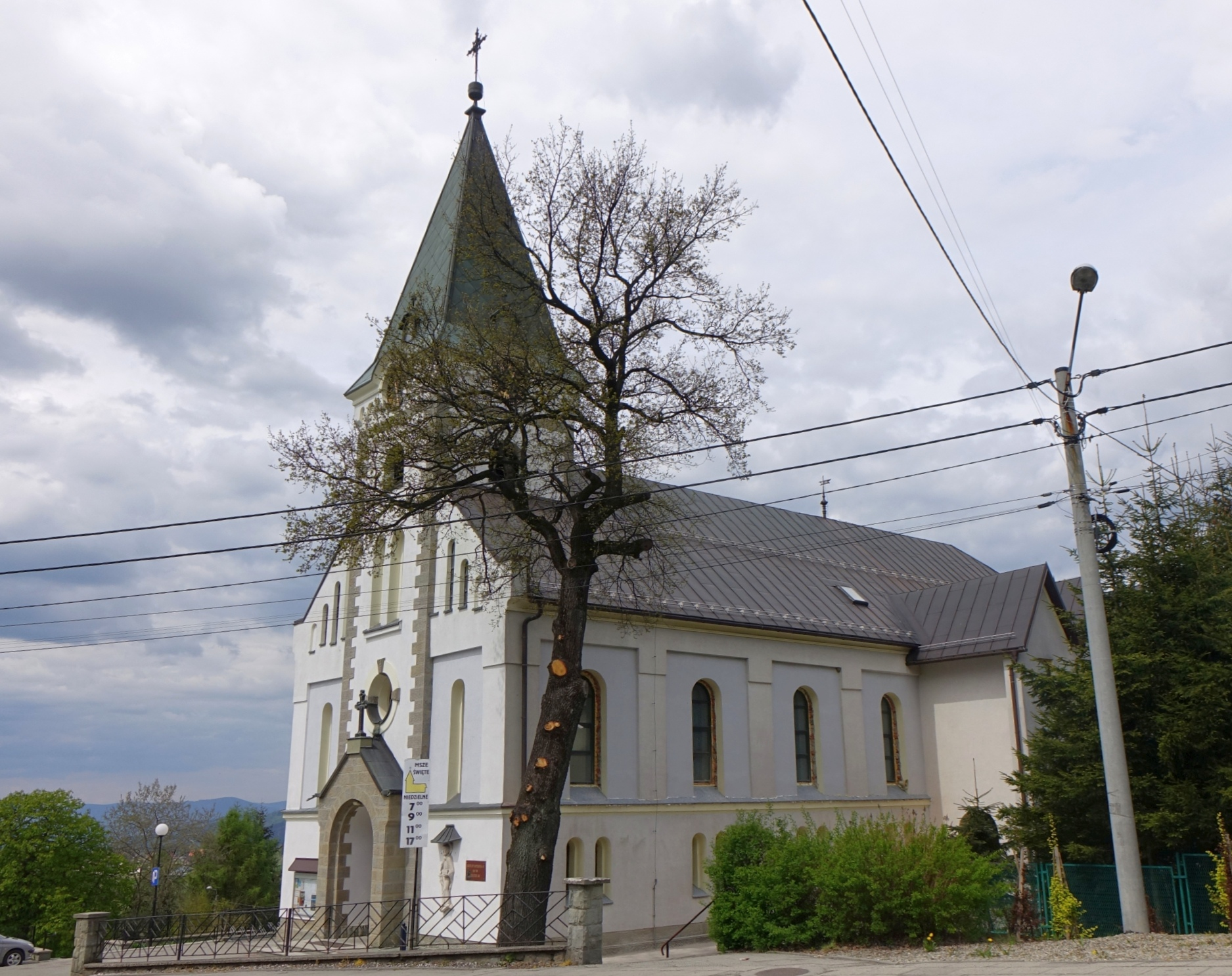
Kościół w Koniakowie
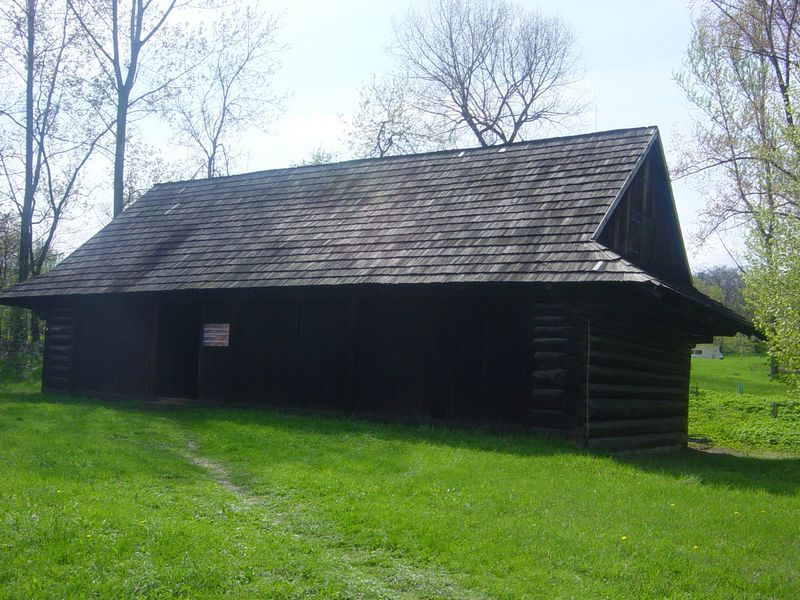
Garbarnia z Koniakowa w Górnośląskim Parku Etnograficznym
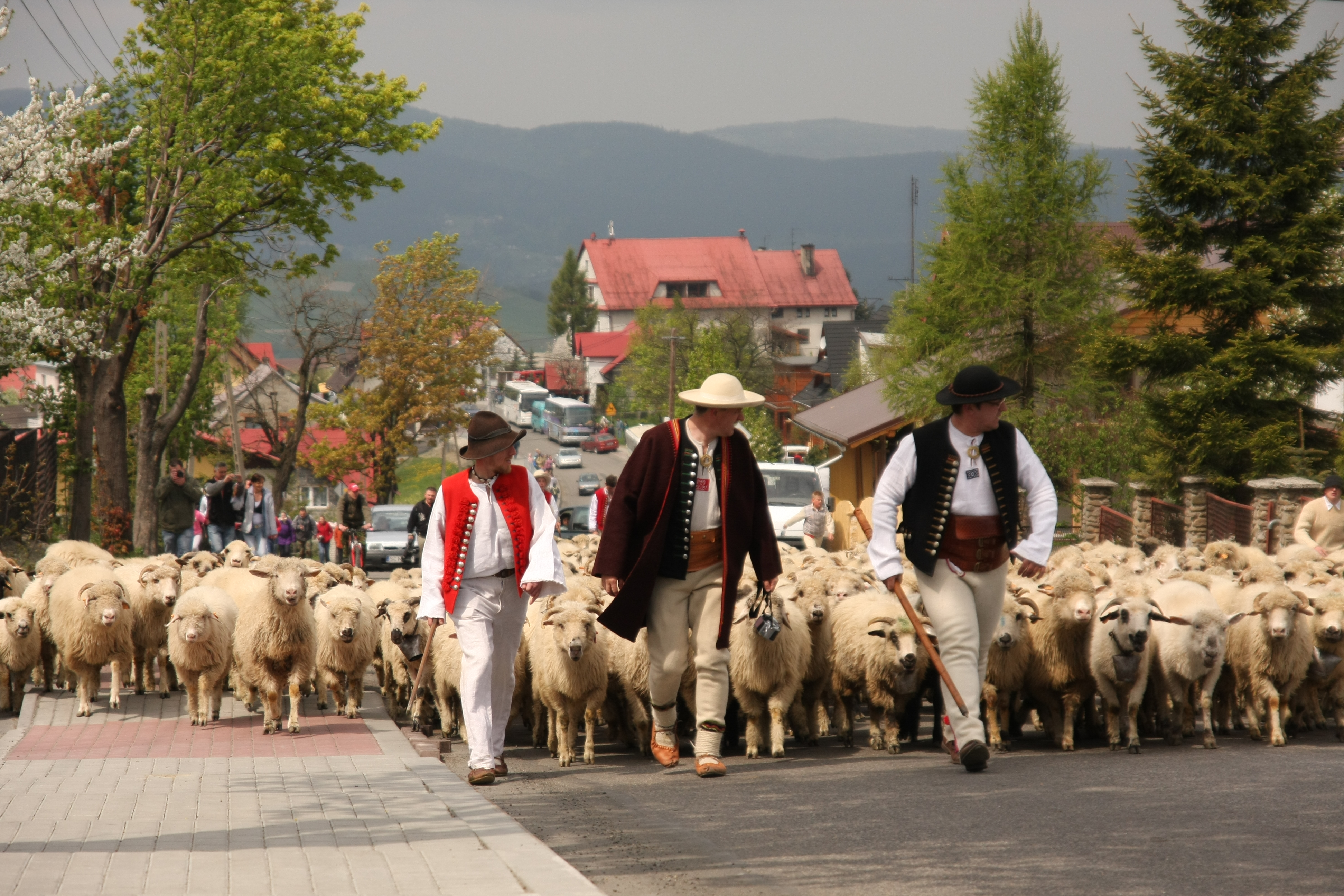
Corocznie w Koniakowie z początkiem maja odbywa się wiosenny redyk tzw. miyszani owiec.